# Masyas
Masyas oder auch Masyos (altgriechisch Μάσυος) war ein germanischer Herrscher (Σεμνόνων βασιλεύς „König der Semnonen“) des 1. Jahrhunderts vom Stamm der Semnonen.